# Synargis fenestrella
Synargis fenestrella is een vlinder uit de familie van de prachtvlinders (Riodinidae). De wetenschappelijke naam van de soort is, als Thisbe fenestrella, voor het eerst geldig gepubliceerd in 1932 door Percy Lathy.